# Megachile bombycina
Megachile bombycina ist eine Art aus der Gattung der Blattschneider- und Mörtelbienen (Megachile) aus der Ordnung der Hautflügler.

## Merkmale
Megachile bombycina ist durch breit unterbrochene, nur auf dem 5. Tergit vollständige Endbinden gekennzeichnet. Die Weibchen sind durch ihre charakteristischen, zangenförmig ausgebildeten Mandibeln und den abgestutzten Kopfschild erkennbar. Mit vorgestreckten Mandibeln werden sie bis 19 mm lang. Die Männchen werden 13 bis 15 mm lang und besitzen eine auffällige, lange und dichte Behaarung der Sternite.

## Verbreitung
Das Verbreitungsgebiet von Megachile bombycina erstreckt sich von Mittelasien bis nach Ost-, Südost- und Nordeuropa. Einzelne Funde im Bereich von Oder und Lausitzer Neiße lassen diese Flüsse als westliche Grenze der früheren Verbreitung in Mitteleuropa vermuten.

## Lebensweise
Megachile bombycina lebt wie die meisten anderen Blattschneiderbienenarten solitär. Die Flugzeit beginnt im Juni und endet im August. Angeflogen werden die Blüten von Flockenblumen, Habichtskräutern und Kratzdisteln.
Für die Brut werden abgeschnittene Schilfhalme oder Baumstämme genutzt. Ebenso wurde die Nutzung von Fraßgängen der Larven von Holzbohrern beobachtet. Die Wände der Brutzellen werden aus Blattstücken gebaut.

## Parasiten
Mehrere Arten der Kegelbienen nutzen die Brutzellen von Megachile bombycina für ihren Brutparasitismus. Ein weiterer nachgewiesener Parasitoid ist Melittobia acasta, eine Erzwespe aus der Familie der Eulophidae.